# ملعب طنجة
ملعب طنجة أو ملعب طنجة الكبير أو ملعب ابن بطوطة (اسم غير رسمي) هو ملعب مُتعدد الاستخدام في مدينة طنجة بالمغرب. يبعد عن وسط المدينة بحوالي 10 كلم. انطلقت أشغال بناء الملعب في شهر يونيو عام 2003 ودامت مدة بنائه 7 سنوات و 5 أشهر. يرجع طول المدة لمشاكل في الاعتمادات المالية.
تم افتتاحه في يوم 26 أبريل 2011. وبلغت تكلفة بنائه مبلغ 1048 مليون درهم، ويبلغ عدد مقاعد الملعب 45 ألفا منها 17 ألف مقعد مغطى و28 ألف مقعد غير مغطى. الملعب غالبا ما يتم استخدامه لمباريات كرة القدم. وقد أصبح الملعب الخاص بنادي اتحاد طنجة الذي يلعب في دوري المحترفين المغربي بعد استبداله لملعب مرشان.

## معلومات تقنية
- المهندس المعماري : جواد الخطابي (مكتب JK للهندسة المعمارية - طنجة).[5]
- التمويل : الصندوق الوطني لتنمية الرياضة وصندوق الحسن الثاني للتنمية الاقتصادية والاجتماعية.[2]
- المالك : وزارة التجهيز والنقل.
- المسير : سونارجيس.

## الأحداث الكبيرة التي إحتضنها هذا الملعب
يعد ملعب طنجة من بين معالم مدينة طنجة و عوض هذا الملعب ملعب مرشان التاريخي و قد كان هذا الملعب فأل خير حيث بفضله تمكن من الفوز بالبطولة الاحترافية و كذا وصوله لنصف النهائي من كأس العرش كما إحتضن مباريات إتحاد طنجة في دوري أبطال إفريقيا و كأس الكونفدرالية الأفريقية.
احتضن ملعب طنجة العديد من المباريات الدولية الكبرى كمباراة كأس السوبر الإسباني 2018 بين نادي برشلونة ونادي إشبيلية وكأس السوبر الفرنسي سنتي 2011 و2017 ونهائيات كأس إفريقيا للمحليين 2018.
احتضن كذلك الملعب بطولة كأس العالم للأندية 2022 والتي أقيمت بين مدينتي طنجة والرباط.

## معرض صور

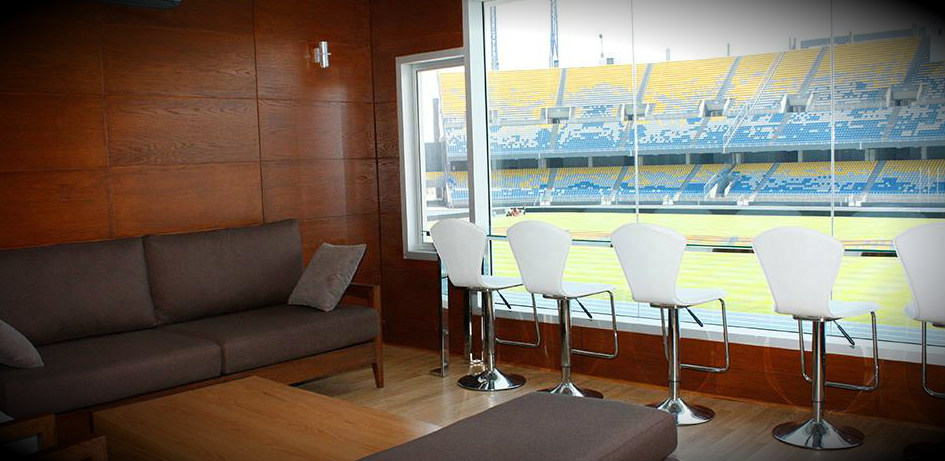
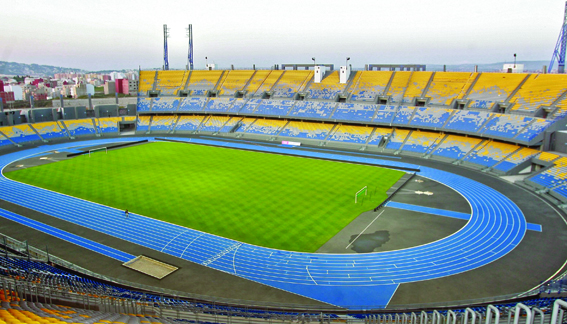